# Ragazze nel pallone - Lotta finale
Ragazze nel pallone - Lotta finale (Bring It On: Fight to the Finish) è un film del 2009 diretto da Bille Woodruff.

## Trama
Lina viene sconvolta quando sua madre si risposa con un uomo ricco con una figlia di nome Sky e così è costretta a trasferirsi a Malibu. All'inizio i rapporti tra Sky e Lina sono tesi, ma poi riescono a diventare ottime amiche e con insistenza la squadra di cheerleader di Sky, The Sea Lions, riesce a convincere Lina a diventare il capitano. Allora, Lina con l'aiuto della sua amica Gloria riescono a ottenere una squadra ottima allenandola. Intanto Lina viene corteggiata da Evan, il fratello di Avery, una ragazza snob che ha vinto l'All-Star, che non vuole accettare questa realtà. Infatti, Avery era fin da principio antipatica nei confronti di Lina. Alla fine, The Sea Lions riescono a vincere il campionato dell'All-Star andando in finale contro la squadra di Avery.